# Perdigueiro de Burgos
De Perdigueiro de Burgos is een hondenras dat afkomstig is uit Spanje. Het is een jachthond die geschikt is voor ruig terrein en vooral wordt gebruikt bij de jacht op klein wild en gevogelte. Het dier kan geschoten wild markeren en apporteren. Een volwassen reu is ongeveer 70 centimeter hoog, een volwassen teef ongeveer 67 centimeter.
Bracco italiano ·
Braque d'Auvergne ·
Braque de l'Ariège ·
Braque du Bourbonnais ·
Braque Dupuy ·
Braque français ·
Braque Saint-Germain ·
Český fousek ·
Drentsche patrijshond ·
Duitse staande hond (draadhaar) ·
… (korthaar) ·
… (langhaar) ·
… (stekelhaar) ·
Engelse setter ·
Épagneul bleu de Picardie ·
Épagneul breton ·
Épagneul de Pont-Audemer ·
Épagneul français ·
Épagneul picard ·
Gammel dansk hønsehund ·
Gordon setter ·
Griffon Boulet ·
Griffon Korthals ·
Grote münsterländer ·
Ierse setter ·
Kleine münsterländer ·
Perdigueiro de Burgos ·
Perdigueiro português ·
Poedelpointer ·
Pointer ·
Slovenský hrubosrstý stavač ·
Spinone italiano ·
Stabij ·
Vizsla ·
Weimarse staande hond